# Ion Emanuel Florescu
Ion Emanuel Florescu (Râmnicu Vâlcea, 7 agosto 1819 – Parigi, 10 maggio 1893) è stato un politico e militare rumeno, due volte primo ministro della Romania per brevi periodi: dal 17 aprile al 6 maggio 1876 e successivamente dal 2 marzo al 29 dicembre 1891.